# Кадифекале
Кадифекале (буквально «бархатный замок» на турецком языке) — замок на вершине холма в Измире, Турция. Замок расположен на горе Пагос (греч. Πάγος, Паг во времена Римской империи), высота которой составляет 186 метров. Он был построен в III веке до н.э. Замок расположен на расстоянии около 2 км от береговой линии и с него открывается общий вид на большую часть города Измир, а также на Измирский залив.
В 2007 году муниципалитет Измира начал работы по реконструкции и реставрации Кадифекале. В 2020 году замок стал предварительным объектом всемирного наследия как часть «Исторического портового города Измир».

## Повторное основание Смирны на горе Пагос
Первые зафиксированные оборонительные стены, построенные здесь, были работой Лисимаха, «преемника» (диадоха) Александра Македонского, позже царя (306 г. до н.э.) во Фракии и Малой Азии. Это строительство было связано с повторным основанием Александром Смирны, переместив её из Старой Смирны на холм в юго-восточном углу внутреннего залива, где могли разместиться всего несколько тысяч человек. Этот шаг для расположения нового и более крупного города получил известность в легенде, рассказанной Павсанием, согласно которой Александр, во время отдыха после охоты под платаном около святилища на холме двух Немезид, которому поклонялись смирнцы, во время сна встретился с богинями, которые велели ему основать город на этом самом месте, переместив в него жителей прежнего места. После этого он пообался со знаменитым оракулом в Кларосе и получил ответ:
Трижды и четырежды будут счастливы те люди, которые будут жить на Пагусе за священным Мелесом.
Хотя Александр мог быть только вдохновителем и/или инициатором переезда, недавние раскопки в Старой Смирне показали, что поселение там могло прекратить существование ещё при его жизни. Между тем, легенда изображалась на древних монетах.

## Повесть о двух городах
Страбон отмечает, что только небольшая часть Смирны располагалась на холме, а большая часть была сосредоточена вокруг гавани на равнинах внизу. Стадион и театр, с другой стороны, находились на склонах сразу под вершиной. Поселения на холме и те, что были у побережья, имели отдельную историю в определенные периоды, как это было в XIV веке, когда горный замок был захвачен Айдынидами, а портовый город с другим замком удерживался генуэзцами до его захвата Тамерланом в 1403 году. В XIX веке Кадифекале был частью цепи через несколько склонов, которые составляли турецкое ядро Измира, в то время как городской центр внизу был космополитической частью.
Нынешние стены являются средневековыми. Ряд источников утверждают, что наблюдали фрагменты эллинской кладки под существующими стенами, но они не получили всеобщего признания. Длинная впадина на западе замка отмечает место Стадиона, места мученичества Святого Поликарпа, и теперь она полностью застроена. То же самое относится и к древнему театру Смирны, который расположен к востоку от ворот замка, хотя некоторые следы всё ещё видны невооруженным глазом. Оба произведения относятся к реконструкции после разрушительного землетрясения в 178 году.
Рядом с замком находятся руины цистерн, построенные в римский период и отреставрированные в византийский и османский периоды. Они образовали центр сети питьевой воды Смирны. Остатки этой сети до сих пор сохранились на агоре Смирны в центре Измира.

## Культурная деятельность
В 2015 году был основан Молодёжный симфонический оркестр Барыша, в который вошли дети с ограниченными возможностями, с целью уберечь их от уличной преступности, существующей в районе. Оркестр, выросший до почти ста участников, приезжающих также из других районов города, даёт концерты в сопровождении известных исполнителей классической музыки.

## Галерея
- Цистерны
- Ворота замка
- Сторожевая башня
- Стена замка